# Thánh Thiên
Thánh Thiên (10 - 43) là một bậc nữ tướng trong cuộc khởi nghĩa Hai Bà Trưng (năm 40 - 43 sau CN) trong lịch sử Việt Nam.

## Thân thế
Không rõ tên thật của bà, Thánh Thiên (hay Thánh Thiên Công chúa) chỉ là thần hiệu. Theo thần tích đình Ngọc Lâm (nay thuộc thôn Ngọc Lâm, xã Tân Mỹ, huyện Yên Dũng, tỉnh Bắc Giang) thì bà còn có biệt danh là Nàng Chủ.
Cũng theo thần tích ấy thì bà là người làng Bích Uyển, phủ Kinh Môn (nay thuộc tỉnh Hải Dương). Cha bà là Nguyễn Huyến, từng làm quan triều đình, vì bất mãn với chế độ cai trị của nhà Hán mà đưa gia đình về quê ở ẩn.
Là người thiếu nữ xuất thân trong một gia đình có truyền thống võ học và yêu nước lâu đời, cho nên từ nhỏ Thánh Thiên đã được gia đình định hướng và giảng dạy cả văn lẫn võ. Thánh Thiên thông minh đĩnh ngộ, học một biết mười. Năm lên 9 tuổi tam phần, ngũ điển, lục thao, tam lược đều quán thông. Năm 12 tuổi, nàng đã có tài văn chương, thông thạo võ thuật nên nàng sớm trở thành một cá nhân ưu tú với nhiều kỹ năng thượng thừa khi mới vừa ở độ tuổi 15, 16 khiến cho mọi người quanh nàng đều rất khâm phục và kính nể nàng.

## Khởi nghĩa
Năm 16 tuổi, bà mồ côi cả cha lẫn mẹ. Nhưng nhờ có cá tính rất mạnh mẽ, nên dân làng ai nấy cũng đều nể phục, đồng lòng tôn bà làm Nữ Chủ và tặng cho biệt danh là Nàng Chủ. Vốn là con nhà võ, tinh thông võ nghệ, lại căm ghét quân xâm lược nhà Đông Hán, nên bà đã kêu gọi dân làng cùng nổi dậy. Sau vài trận đánh, bị tổn thất vì yếu thế hơn, nên bà tự giải tán.
Ít lâu sau, được tin người cậu ruột, vì căm ghét Tô Định (người nhà Đông Hán, sang làm Thái thú Giao Chỉ) nên đã từ quan về làng chiêu mộ trai tráng để đánh lại; bà liền tập họp quân, rồi kéo đến Ngọc Lâm để phối hợp với cậu.
Rút kinh nghiệm từ lần thất bại trước, bà cho xây dựng một căn cứ lớn ở Ngọc Lâm. Ở đây, ngoài thời gian rèn tập binh mã, bà còn chia quân đi khai hoang để tích trữ lương thảo, lập lò xưởng để rèn vũ khí, v.v...
Nhờ chuẩn bị kỹ lưỡng, nghĩa quân của bà đã giành được nhiều thắng lợi ở vùng Yên Dũng (Bắc Giang). Đến khi nghe tin Trưng Trắc cùng với em gái là Trưng Nhị (sử sách thường gọi chung là Hai Bà Trưng) kêu gọi nhân dân cả nước vùng lên đánh đuổi quân nhà Đông Hán, Thánh Thiên liền đem quân về tụ nghĩa.
Mùa xuân năm Canh Tý (năm 40), Hai Bà Trưng đem quân tiến đánh Mê Linh (nay là một huyện của thành phố Hà Nội), Cổ Loa (Đông Anh, Hà Nội rồi đánh thẳng vào thành Luy Lâu (nay thuộc thị xã Thuận Thành, tỉnh Bắc Ninh) là trị sở của Tô Định. Thái thú Tô Định phải cắt tóc, cạo râu, thay đổi y phục rồi lẻn vào đám loạn quân trốn về nước. Sau khi lên làm vua, Trưng Nữ Vương (tức Trưng Trắc) phong bà là Thánh Thiên Công chúa, trấn giữ miền Hợp Phố (nay thuộc tỉnh Quảng Đông, Trung Quốc).

## Kháng chiến chống Mã Viện
Thái bình chưa được bao lâu, đất nước chưa xây dựng lại một cách hoàn chỉnh, nhân dân chưa an cư lạc nghiệp xong thì đầu năm Nhâm Dần (năm 42), vua nhà Đông Hán là Hán Quang Vũ sai tên tướng Mã Viện kéo quân sang xâm lược nước ta một lần nữa. Trưng Vương cử nàng chỉ huy toàn quân chống giặc Hán với danh hiệu Bình Ngô Đại tướng quân.
Mã Viện cùng phó tướng Lưu Long tiến đánh hồ Động Đình, nơi đây có Phật Nguyệt chống giữ. Quân của Mã Viện lúc đầu không sao tiến vào được hồ Động Đình, xác chất thành gò. Mã Viện phải xin thêm viện binh tinh nhuệ mới tiến vào được. Nhận thấy các chiến thuyền của mình to lớn hơn quân ta, Mã Viện quyết định hợp quân ở Hợp Phố, nhằm tận dụng đường biển đánh vào quận Giao Chỉ. Tuy nhiên, tại Hợp Phố, Thánh Thiên đã chờ sẵn.
Cùng với trận chiến hồ Động Đình, trận chiến Hợp Phố là trận đánh nổi tiếng trong sử Việt trước đây. Mã Viện phải ba, bốn lần cho toàn quân tiến đánh nhưng đều đại bại, thây chết ngổn ngang. Không chỉ thế, Thánh Thiên còn tiến đánh khiến Mã Viện phải cho quân lui về Mã Giang.
Bị quân ta chặn các ngả đường không tiến được, Mã Viện một lần nữa phải dâng biểu về triều đình xin thêm tướng giỏi và quân tinh nhuệ giúp sức, trong có viết: "Nam bang có nữ tướng Thánh Thiên dụng binh như thần, trí dũng thiên phương, không sao phục được. Xin bệ hạ phái thêm các tướng giỏi và tiếp thêm quân sĩ sang giúp sức".
Vua Hán lập tức cho thêm quân tướng tinh nhuệ sang giúp Mã Viện cùng mật truyền: "Nên dùng mưu mà đánh".
Có thêm quân tinh nhuệ, Mã Viện cũng không dám tiến đánh Thánh Thiên mà chia làm 2 cánh thủy bộ, cánh quân bộ tiến chiếm Thương Ngô rồi cho quân đi ngầm qua Quỷ Môn Quan (Tiên Yên, Quảng Ninh) lẻn xuống vùng Lục Đầu rồi tiến ngược lên Lãng Bạc, cánh quân thủy bí mật xuống các chiến thuyền lớn ở Hợp Phố rồi theo đường biển đến Lãng Bạc. Hai cánh quân thủy bộ của quân Hán hội tại Lãng Bạc (thuộc Tiên Du, Bắc Ninh ngày nay).
Trước thế mạnh của giặc, phòng tuyến Lãng Bạc bị phá vỡ, Hai Bà Trưng đành lui quân về Cấm Khê. Thánh Thiên từ mạn Bắc đem quân xuống cứu viện nhưng không kịp. Nghe tin Hai Bà Trưng đã tự vẫn (tháng 2 năm Quý Mão, 43), Thánh Thiên dẫn quân đóng trên sông Nhật Đức (tức sông Thương). Quân Hán tiến đánh với chiến thuật chia cắt đội hình, quân của Thánh Thiên không thích nghi được nên thất trận phải rút về Ngọc Lâm. Trong một trận giao tranh ác liệt, vì không muốn rơi vào tay giặc, Thánh Thiên đã phóng ngựa xuống sông Nhật Đức ở bến Ngọc (tên chữ là Ngọc Chử, là một bến của con sông nhỏ Đa Mai, nay thuộc địa phận làng Ngọc Lâm ngày nay) tự vẫn để bảo toàn khí tiết.

## Được tôn thờ
Cảm phục trước khí tiết của Thánh Thiên, dân làng Ngọc Lâm đã dựng một miếu nhỏ bên bến Ngọc để thờ bà. Về sau, ngôi miếu ấy được xây kiên cố thành đền Ngọc Lâm. Trong đền hiện còn đôi câu đối ca ngợi bà:
Phiên âm Hán Việt:
Đông hải chung anh, thiên vị Trưng triều sinh nữ tướng,
Bắc nhung kinh phách, nhân ư Ngọc chử ngưỡng thần uy.
Nghĩa là:
Nhân khí bể Đông, trời giúp nhà Trưng sinh nữ tướng,
Kinh hồn giặc Bắc, người nơi bến Ngọc ngưỡng thần uy.
Và trong dân gian cũng còn lưu truyền lời thơ nói lên khí tiết của bà:
Phiên âm Hán-Việt:
Thiên địa sinh ngô nữ tử thân
Trung chi ư quốc, hiếu ư thân
Càn khôn bất phụ tang bồng chí
Khả miễn tam quân quốc sự cần
Nghĩa là: 
Trời đất sinh ta thân con gái
Trung lòng với nước, hiếu mẹ cha
Trời đất chẳng phụ người có chí
Chẳng bỏ việc quân, việc nước cần.
Hàng năm, lễ hội đền Ngọc Lâm được tổ chức lớn vào ngày 12 tháng 2 (âm lịch), là ngày sinh của bà Thánh Thiên. Ngoài ra, đình Ba Nóc ở Ngọc Lâm cũng là nơi thờ Thánh Thiên. Tên bà cũng đã được dùng để đặt tên một con phố ở thành phố Bắc Giang.

## Sách tham khảo
- Cao Tự Thanh (Tổng chủ biên), Phụ nữ Việt nam trong lịch sử (tập 1). Nhà Xuất bản Phụ Nữ, 2011.
- Nguyễn Khắc Thuần, Danh tướng Việt nam (tập 4). Nhà Xuất bản Giáo dục, 2006.
- Phan Huy Lê-Trần Quốc Vượng-Hà Văn Tấn-Lương Ninh, Lịch sử Việt Nam (tập 1). Nhà Xuất bản Đại học và Trung học chuyên nghiệp, 1983.
- Trương Hữu Quýnh-Phan Đại Doãn-Nguyễn Cảnh Minh, Đại cương lịch sử Việt Nam (tập 1). Nhà Xuất bản Giáo dục, 2007.